# ヴァレンヌ＝アン＝アルゴンヌ
ヴァレンヌ＝アン＝アルゴンヌ(Varennes-en-Argonne)は、フランス、グラン・テスト地域圏、ムーズ県のコミューン。

## 地理
コミューンの西側はアルゴンヌの森と接している。森はアルデンヌ県およびマルヌ県との境界になっている。ムーズ県南部に源を発するエール川（エーヌ川と合流する）がコミューンを横断する。

## 歴史

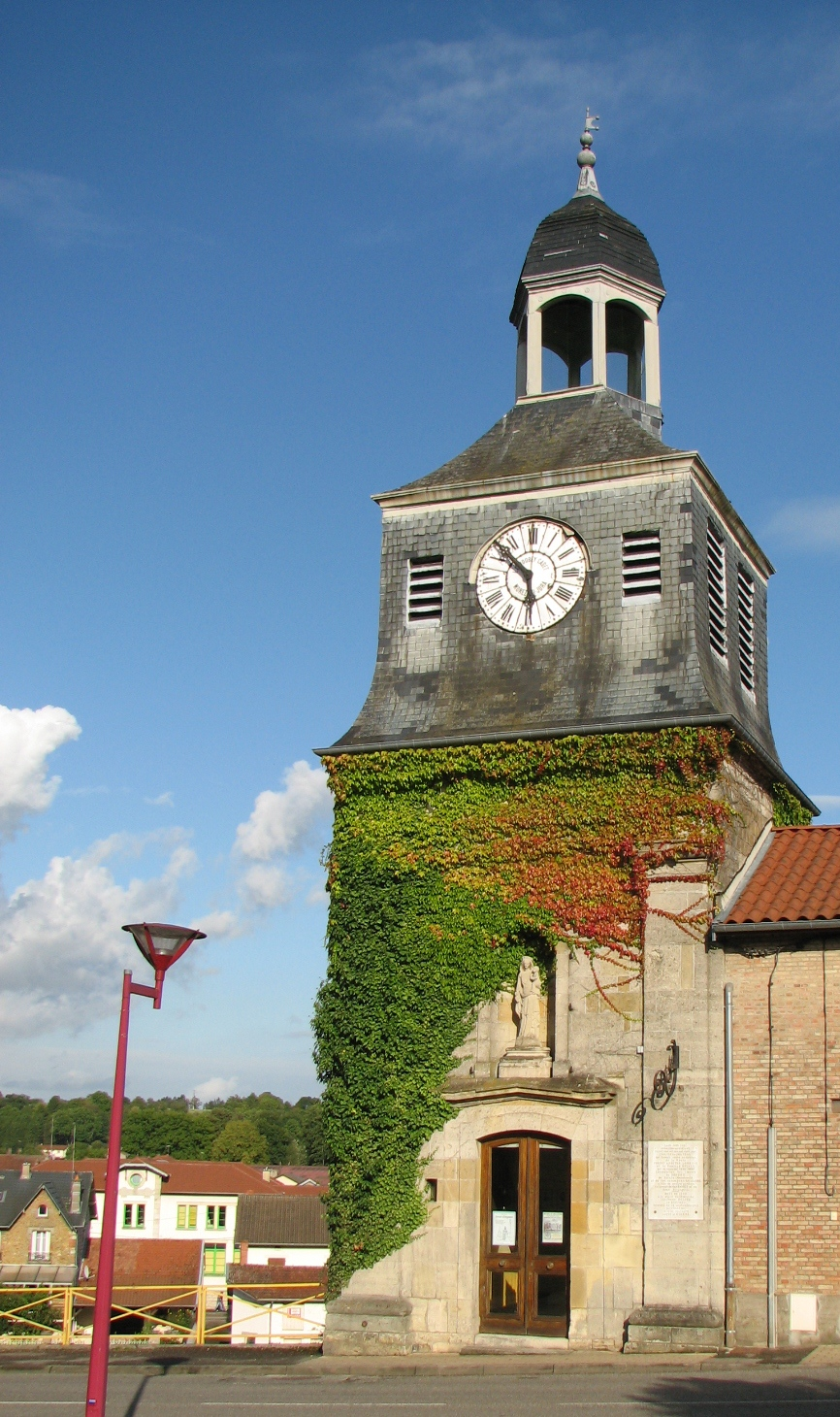
時計塔。ルイ16世一家逮捕を記念する銘板が掲げられている

フランス革命期のヴァレンヌ事件の舞台として知られる（事件そのものは当該記事を参照のこと）。
第一次世界大戦期には帝政ドイツの占領を受け、それに対抗するフランス軍による4年にわたる爆撃の結果、ほぼ完全に荒廃した。西部戦線終盤戦にムーズ・アルゴンヌ攻勢（アルゴンヌの森の戦い）が行われた。
博物館には、ガロ＝ローマ時代（古代ローマ時代のフランス）以降現代までの地元史に関する展示がなされており、とりわけ、フランス革命期と第一次世界大戦期に関する展示に特色がある。

## 人口統計
| 1962年 | 1968年 | 1975年 | 1982年 | 1990年 | 1999年 | 2004年 | 2014年 |
| ------ | ------ | ------ | ------ | ------ | ------ | ------ | ------ |
| 643    | 635    | 670    | 700    | 679    | 691    | 708    | 663    |

参照元:1962年から1999年までは複数コミューンに住所登録をする者の重複分を除いたもの。それ以降は当該コミューンの人口統計によるもの。1999年までEHESS/Cassini、2006年以降INSEE。